# Friedrich Robak
Friedrich (Fritz) Robak (Beč, 16. prosinca 1913. − Štikapron, 4. rujna 1994.)) je bio austrijski političar (SPÖ) i željeznički radnik hrvatskog podrijetla. Bio je zastupnik Socijaldemokratske stranke Austrije u gradišćanskom parlamentu Landtagu i u austrijskom parlamentu Nationalratu. Jedan je od najvećih političkih kočničara hrvatskih nacionalnih prava u suvremenoj austrijskoj povijesti.

## Životopis
Rodio se je u Beču 1913. godine. Godinu po Friedrichovu rođenju otac mu je poginuo u prvom svjetskom ratu. Mati Antonia, rođena Milalković, Hrvatica iz Gradišća, potom se je vratila na selo Štikapron svojoj obitelji sa sinom. 
Pohađao je pučku i građansku školu i radio je od 1938. do 1943. kao ranžirer na Deutsche Reichsbahnu. Do 1945. bio je u ratnoj službi u Wehrmachtu.
Bio je zastupnikom u gradišćanskom Landtagu od 1945. do 1962. te u austrijskom Nationalratu od 1962. do 1975. godine.
Hrvatska ga zajednica smatra izdajnikom hrvatske stvari u Austriji. Smatra ga se asimilantom jer se zalagao za to da Hrvati usvoje njemački, a potisnu hrvatski jezik kao nebitan i nekoristan.
Nažalost, bio je predstavnik hrvatske manjine u austrijskom Gradišću. Svim je silama radio na što bržoj i potpunijoj asimilaciji Hrvata u Gradišću. Od njih je tražio da odbace hrvatski kao "jezik svinjogojaca", koji im ne pruža nikakve mogućnosti u njemačkogovornoj Austriji. Do kraja života nije odustao od asimilantskog stava: pred samu smrt od gradišćanskih je Hrvata u jednom letku zahtijevao "Ne dopušćajte, da se dica nepotribno opteretu s nepotribnim jezikom" i "S nimškim jezikom se moremo čuda bolje sporazumivati nego s našim arhaičnim dijalektom, ki se ne more upotribiti u životu i djelu".
Zbog njegova je višedesetljetnog boravka u austrijskoj manjinskoj politici hrvatska zajednica pretrpjela ogromnu štetu. Blokirao je svaki pomak u austrijskoj politici koji bi mogao ići u pravcu poboljšanja hrvatskih nacionalnih prava, a sve u duhu njegova zatirateljskog stava. Austrijski kancelar Bruno Kreisky služio se Robakom kao pokrićem za neaktivnost na tom polju. Zabilježena je nediplomatska reakcija Bruna Kreiskoga na jednoj predizbornoj turneji kad su ga novinari pitali za mišljenje o Robaku i njegovom "radu", s obzirom na to da i Hrvati iz Gradišća također glasuju na austrijskim parlamentarnim izborima. Vidljivi iziritiran tim pitanjem, odgovorio je novinarima: "Pa kad oni neće svoj jezik i mjesne table, ne mogu ih ja na to prisiliti!" - premda je to bio samo osobni stav Friedicha Robaka, a ne tamošnjih Hrvata. 
Zbog Robakove djelatnosti, Austrija ni pola stoljeća nakon potpisivanja Državnog ugovora nije ispunila odredbe člana 7, koji govori o pravima hrvatske manjine i obvezama Austrije.

## Vanjske poveznice
- Friedrich Robak, Parlament Republike Austrije